# دمیتری برستوف
دمیتری برستوف (روسی: Дмитрий Владимирович Берестов؛ زادهٔ ۱۳ ژوئن ۱۹۸۰) وزنه‌بردار اهل روسیه است.
وی همچنین برندهٔ جوایزی همچون نشان دوستی شده‌است.